# ۳۵۶ (میلادی)
۳۵۶ (میلادی) سیصد و پنجاه و ششمین سال تقویم میلادی است.

## درگذشتگان
- وترانیو، امپراتور روم

‎